# Cyperus retrorsus
Cyperus retrorsus é uma espécie de planta com flor pertencente à família Cyperaceae. 
A autoridade científica da espécie é Chapm., tendo sido publicada em Botanical Gazette 3(3): 17–18. 1878.

## Portugal
Trata-se de uma espécie presente no território português, nomeadamente no Arquipélago dos Açores.
Em termos de naturalidade é introduzida na região atrás referidas.

## Protecção
Não se encontra protegida por legislação portuguesa ou da Comunidade Europeia.